# Betűtípus
A tipográfiában a betűtípus egy, az elemeivel összhangba hozott betűtervsorozat, ami egy teljes ábécét alkot, és amelyet nyomtatásban vagy képernyőn meg lehet jeleníteni. Máshogyan fogalmazva a betűtípus olyan betűrajzolatok sorozata, melyek egy bizonyos stílusnak megfelelő, egységesen megtervezett karaktereket írnak le egy karakterkészletben.
A számítógépes környezetben használt font szó a francia fonte szóból ered, amelynek jelentése 'olvadt', és a hajdani nyomdászok ólomból öntött betűsorozatára utal. Ma a font egy adott betűtípust jelent, amelynek karakterei egy közös fájlban vannak tárolva. A fontfájlok gyártójától függ, hogy az adott betűtípusban a fájl mely karakterek rajzolatát tartalmazza; csak az angol (ékezet nélküli) betűkészlet, a magyar ékezetes betűk is, egyéb írásrendszerek, vagy akár a Unicode jelkészlet nagy része. Egy fontban minden tárolt karakter rajzolata egyazon betűtípus tipográfiai jellegzetességeit mutatja. A raszterfontok a betűtípusokat csak néhány méretben definiálják, a vektorfontok (TrueType, OpenType, Graphite) karakterei viszont bármilyen méretben megjeleníthetők a minőség változása nélkül. Az előbbi csoporthoz tartoznak például a fon kiterjesztésű fájlok, az utóbbiba a ttf, ttc, otf kiterjesztésűek. Egy adott font karakterei megjeleníthetők normál, dőlt (italic), félkövér (bold) és félkövér-dőlt (bold-italic) változatban is.

## Osztályozási kritériumok
Két típusba sorolhatók: talpas (serif) betűk és talpatlan (sans-serif) betűk (a sans franciául „nélkül”-t jelent, tehát a sans serif: ’betűtalpak nélküli’). Az utóbbi állandó vonalvastagságú változatát groteszk betűtípusoknak is szokták hívni. Mindkét típusból nagy számban van választék; egyes típusokat széles körben használnak, másokat csupán díszítőelemként alkalmaznak.
A serif betűtípust könnyebb olvasni hosszabb nyomtatott szövegben, mint a serif nélkülit. Ezért a legtöbb könyvben és újságban ezeket használják (legalábbis a főbb cikkekben). A weblapoknak nem kell betűtípust megadniuk, általában elég, ha a böngészők beállításait használják. Ellentétben a nyomtatott szöveggel, a talpatlan betűk jobban olvashatóak a számítógép képernyőjén. A leggyakrabban használt modern sans-serif betűtípus a Verdana nevezetű.

## Arányok
Az olyan betűtípust, amely az egyes karaktereket változó szélességben jeleníti meg, arányosnak nevezzük, amelyik állandó szélességgel, azt pedig állandó szélességűnek vagy rögzített szélességűnek.
Az arányos betűtípusokat általában sokkal könnyebb olvasni, ezért többnyire ezt használják profi nyomtatványok esetében. Ugyanakkor ezt a betűtípust használják a szövegszerkesztők és böngészők is. A legtöbb arányos betűtípusban a számjegyek azonban állandó szélességűek, így az olyan oszlopok tagjai, amelyek számokat tartalmaznak, függőlegesen egymás alá kerülnek.
A számítógép-programozás során állandó szélességű betűtípust szokás használni. Ilyet használ a legtöbb nem elektronikus írógép és csak szöveges módban működő számítógép is.
Az ASCII-művészet is állandó szélességű betűtípust igényel a helyes megjelenítéshez. Egy weblapon az állandó szélességű betűk például a <pre> és </pre> HTML-címkék használatával érhetők el.

## Betűtípus-családok
Mivel a századok során rengeteg betűtípust alkottak, ezeket családokba rendezték megjelenés szerint. Ezek alapvetően lehetnek: vastagított, talpas, talpatlan és díszítő betűtípusok.
Az alábbi példákban az árvíztűrő tükörfúrógéphez hasonló jelentés nélküli próbaszövegek szerepelnek.

### Vastagított (blackletter) betűtípusok
A vastagított (blackletter) betűtípusok voltak az elsők, amelyek a nyomdagép feltalálásával megjelentek. Hasonlítanak a középkori apátságok korabeli írásaira.
Három csoportra oszthatók:
| Az összes blackletter közül az óangol (Old English) az, amelyik tükrözi a korabeli kézírásos szövegeket. Maga Johannes Gutenberg is készített egy vastagított betűtípust és nagyszámú betűkötést, mikor kinyomtatta a 42 soros Bibliát. Az Egyesült Királyságban ezt a családot még gótikus betűtípusnak is nevezik; máshol a gótikus elnevezés a sans-serifekre utal. |
| A Schwabacher betűtípusokat a Német-római Birodalomban 1480-tól egészen 1530-ig használták. Luther Márton munkái (amelyek a reformációhoz vezettek), valamint Albrecht Dürer Apokalipszis című műve (1498) ebben a betűtípusban volt nyomtatva. Minden valószínűség szerint először Johannes Bämler, augsburgi nyomdász használta őket 1492-ben. A név eredete nem tisztázott; egyesek azt feltételezik, hogy a betűtípust egy Schwabach nevű falucskában tervezte egy külső munkás, innen jön a név: Schwabacher. |
| A legszélesebb körben használt blackletter a Fraktur-családból származik. Ezeket először I. Miksa (1493–1519) császár idején kezdték el használni: egy könyvsorozat kinyomtatása miatt egy teljesen új betűtípust terveztek. A Fraktur betűtípusokat egészen a második világháború végéig használták Németországban. Lásd még: Fraktur. |

### Talpas betűtípusok
A talpas, serif vagy római betűtípusoknak négy fő csoportjuk van:
| Reneszánsz: a betűrajzolatok közti különbseg csak a betűk vastagságában látszik. Ide tartoznak a Garamond és Palatino betűtípusok is. |
| Barokk: a betűrajzolatok vastagsága sokkal nagyobb változatosságot mutat. Ide tartozik a Baskerville, a Times Roman, a Georgia, a Caslon, vagy a Plantin (nem a Palatino; bár a források megoszlanak a Plantin esetében arról, hogy inkább barokk vagy inkább reneszánsz betűről van-e szó). |
| Klasszicista: a betűrajzolatok vastagsága a legjobban változik ebben a családban. Ide tartoznak a Bodoni és Century Schoolbook betűtípusok is. |
| Modern: leginkább díszítőelemként használják őket. Például a Rockwell betűtípus szántszándékkal mesterségesnek látszik, szinte teljesen szögletes. |

### Talpatlan betűtípusok
A talpatlan vagy sans-serif betűtípusok a többihez képest nagyon újkeletűek. Az első ilyen ismert típus az angliai Egyptian („egyiptomi”) betűtípus, amelyet 1816-ban William Caslon nyomdája adott ki. Legtöbbször címsorokban vagy olyan helyeken használják, ahol az érthető jelentés kötelező, de nem szükséges a folytonos olvasásuk.
Négy fő csoportjuk van:
| Groteszk: korai sans-serif kivitelezések, mint például a Grotesque és a Royal Gothic.     |
| Újgroteszk: modernebb kivitelezések, mint például: Standard, Helvetica, Arial és Univers. |
| Humanista: Például a Gill Sans vagy a Frutiger betűtípusok.                               |
| Mértani: Futura vagy Spartan.                                                             |

Más gyakran használt betűtípusok: Optima, Tahoma és Verdana.

### Környezetbarát betűtípusok
A környezetvédelem előtérbe kerülésével a betűtervezők is elkezdtek olyan betűtípusokat kidolgozni, amelyek betűtípusa lyukacsos, így nyomtatáskor kevesebb tintát igényelnek.

## Érdekesség
A magyar Hegedűs Martzi által tervezett Frustro betűkészlet a Penrose-háromszöget is megalapozó elveket követve készült.